# Ehōmaki

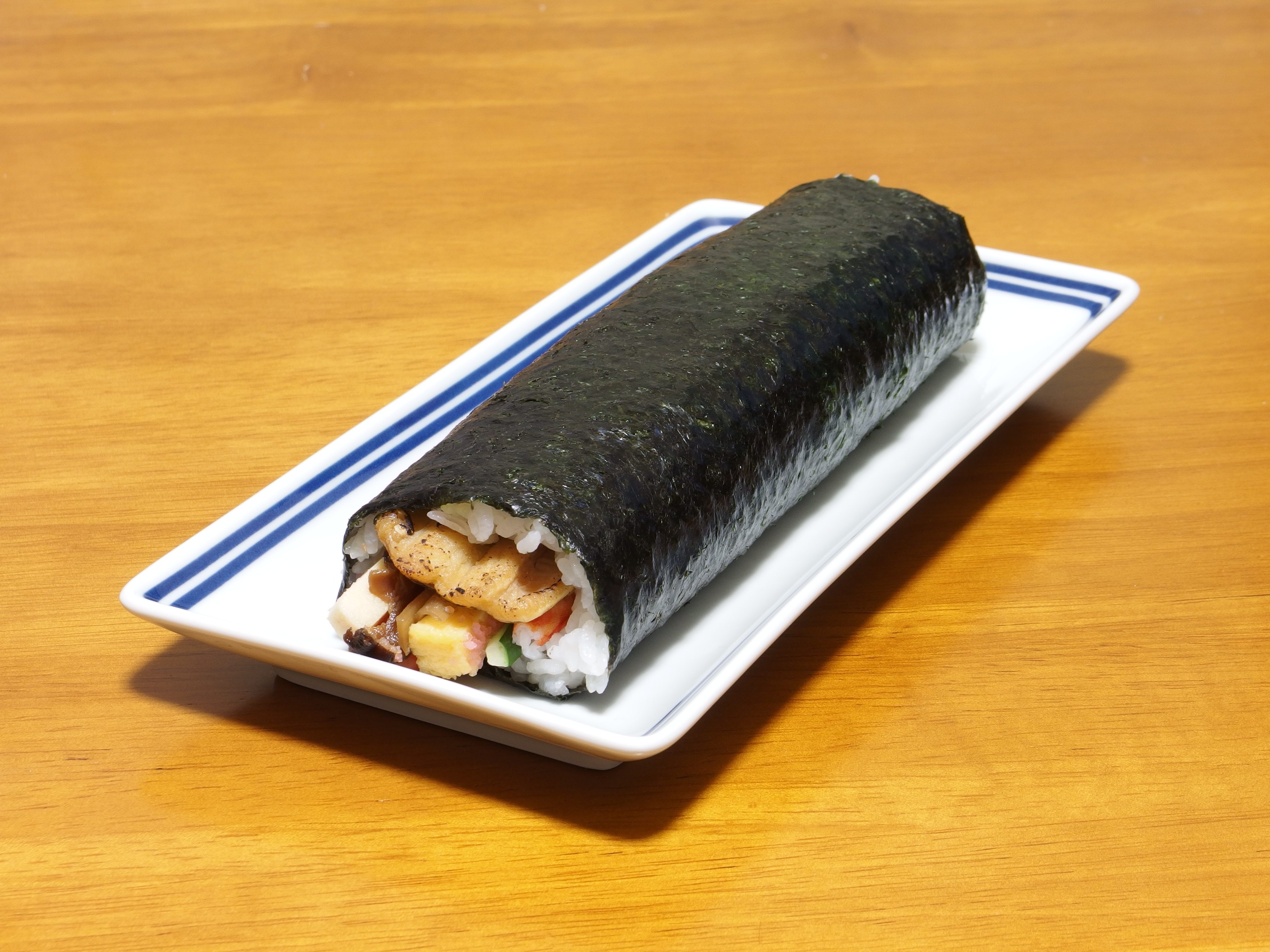
Cuatro ehōmakis.

El ehōmaki (恵方巻き?) es una receta de la cocina japonesa consistente en un maki (rollo) de arroz envuelto con una hoja de nori. Existen las siguientes versiones:
- de kanpyō (かんぴょう?) o virutas secas de calabaza,
- de pepino (キュウリ?),
- de seta shiitake (シイタケ?),
- de huevo en dashi (だし巻き卵 dashimaki tamago?),
- de anguila de agua dulce (うなぎ unagi?),
- y de rousong (でんぶ denbu?).

## Tradición
Es tradición comer el ehōmaki de un solo mordisco en Setsubun, el 3 de febrero, en la dirección ehō (恵方?) a fin de ser feliz el resto del año. Ehō es la dirección anual del eto (干支?), que representa los doce signos del zodiaco chino.
En Japón esta costumbre empezó en la era Heian (794–1185). En 1872 Japón adoptó el calendario solar y decretó que la costumbre ehō era una superstición. Sin embargo, parece que la costumbre del ehōmaki empezó en la era Edo en Kansai.